# Grayville
Grayville es una ciudad ubicada en el condado de White en el estado estadounidense de Illinois. En el Censo de 2010 tenía una población de 1666 habitantes y una densidad poblacional de 295,47 personas por km².

## Geografía
Grayville se encuentra ubicada en las coordenadas 38°15′19″N 87°59′49″O / 38.25528, -87.99694. Según la Oficina del Censo de los Estados Unidos, Grayville tiene una superficie total de 5.64 km², de la cual 5.53 km² corresponden a tierra firme y (1.98%) 0.11 km² es agua.

## Demografía
Según el censo de 2010, había 1666 personas residiendo en Grayville. La densidad de población era de 295,47 hab./km². De los 1666 habitantes, Grayville estaba compuesto por el 98.2% blancos, el 0.3% eran afroamericanos, el 0.42% eran amerindios, el 0.18% eran asiáticos, el 0% eran isleños del Pacífico, el 0.18% eran de otras razas y el 0.72% pertenecían a dos o más razas. Del total de la población el 0.72% eran hispanos o latinos de cualquier raza.